# Lista dos equipamentos da Marinha dos Estados Unidos
Os equipamentos da Marinha dos Estados Unidos foram subdivididos em: embarcações, aeronaves, munições, veículos e armas pequenas.

## Navios de superfície
Navios de superfície e submarinos comissionados (organizados por classe e deslocamento)
| Classe                                     | Imagem                          | Navios individuais | Notas                                                |
| Porta-aviões (11)                          | Porta-aviões (11)               | Porta-aviões (11) | Porta-aviões (11)                                    |
| ------------------------------------------ | ------------------------------- | --- | ---------------------------------------------------- |
| Gerald R. Ford                             |                                 | USS Gerald R. Ford (CVN-78) | 10 planejados, 1 em serviço e 2 em construção        |
| Nimitz                                     |                                 | USS Nimitz (CVN-68) USS Dwight D. Eisenhower (CVN-69) USS Carl Vinson (CVN-70) USS Theodore Roosevelt (CVN-71) USS Abraham Lincoln (CVN-72) USS George Washington (CVN-73) USS John C. Stennis (CVN-74) USS Harry S. Truman (CVN-75) USS Ronald Reagan (CVN-76) USS George H.W. Bush (CVN-77) | 10 navios estão em serviço                           |
| Navios de assalto anfíbios (9)             |                                 | |                                                      |
| Classe Wasp                                |                                 | USS Wasp (LHD-1) USS Essex (LHD-2) USS Kearsarge (LHD-3) USS Boxer (LHD-4) USS Bataan (LHD-5) USS Iwo Jima (LHD-7) USS Makin Island (LHD-8) | 7 (em serviço)                                       |
| America                                    |                                 | USS America (LHA-6) USS Tripoli (LHA-7) | 11 planejados                                        |
| Navios de comando anfíbios (2)             |                                 | |                                                      |
| Blue Ridge                                 |                                 | USS Blue Ridge (LCC-19) USS Mount Whitney (LCC-20) | USS Blue Ridge é o navio implantado mais antigo      |
| Docas de transportee anfíbio (12)          |                                 | |                                                      |
| San Antonio                                |                                 | USS San Antonio (LPD-17) USS New Orleans (LPD-18) USS Mesa Verde (LPD-19) USS Green Bay (LPD-20) USS New York (LPD-21) USS San Diego (LPD-22) USS Anchorage (LPD-23) USS Arlington (LPD-24) USS Somerset (LPD-25) USS John P. Murtha (LPD-26) USS Portland (LPD-27) USS Fort Lauderdale (LPD-28) | 26 planejados, 12 em serviço, 2 em construção        |
| Navios de desembarque (10)                 |                                 | |                                                      |
| Harpers Ferry                              |                                 | USS Harpers Ferry (LSD-49) USS Carter Hall (LSD-50) USS Oak Hill (LSD-51) USS Pearl Harbor (LSD-52) | 4 (em serviço)                                       |
| Whidbey Island                             |                                 | USS Germantown (LSD-42) USS Gunston Hall (LSD-44) USS Comstock (LSD-45) USS Tortuga (LSD-46) USS Rushmore (LSD-47) USS Ashland (LSD-48) | 6 (em serviço)                                       |
| cruzadores(13)                             |                                 | |                                                      |
| Ticonderoga                                |                                 | USS Antietam (CG-54) USS Leyte Gulf (CG-55) USS Philippine Sea (CG-58) USS Princeton (CG-59) USS Normandy (CG-60) USS Chancellorsville (CG-62) USS Cowpens (CG-63) USS Gettysburg (CG-64) USS Chosin (CG-65) USS Shiloh (CG-67) USS Vicksburg (CG-69) USS Lake Erie (CG-70) | 13 (Em serviço)                                      |
| Contratorpedeiros (72)                     |                                 | |                                                      |
| Arleigh Burke                              | USS William P. Lawrence in 2015 | USS Arleigh Burke (DDG-51) USS Barry (DDG-52) USS John Paul Jones (DDG-53) USS Curtis Wilbur (DDG-54) USS Stout (DDG-55) USS John S. McCain (DDG-56) USS Mitscher (DDG-57) USS Laboon (DDG-58) USS Russell (DDG-59) USS Paul Hamilton (DDG-60) USS Ramage (DDG-61) USS Fitzgerald (DDG-62) USS Stethem (DDG-63) USS Carney (DDG-64) USS Benfold (DDG-65) USS Gonzalez (DDG-66) USS Cole (DDG-67) USS The Sullivans (DDG-68) USS Milius (DDG-69) USS Hopper (DDG-70) USS Ross (DDG-71) USS Mahan (DDG-72) USS Decatur (DDG-73) USS McFaul (DDG-74) USS Donald Cook (DDG-75) USS Higgins (DDG-76) USS O'Kane (DDG-77) USS Porter (DDG-78) USS Oscar Austin (DDG-79) USS Roosevelt (DDG-80) USS Winston S. Churchill (DDG-81) USS Lassen (DDG-82) USS Howard (DDG-83) USS Bulkeley (DDG-84) USS McCampbell (DDG-85) USS Shoup (DDG-86) USS Mason (DDG-87) USS Preble (DDG-88) USS Mustin (DDG-89) USS Chafee (DDG-90) USS Pinckney (DDG-91) USS Momsen (DDG-92) USS Chung-Hoon (DDG-93) USS Nitze (DDG-94) USS James E. Williams (DDG-95) USS Bainbridge (DDG-96) USS Halsey (DDG-97) USS Forrest Sherman (DDG-98) USS Farragut (DDG-99) USS Kidd (DDG-100) USS Gridley (DDG-101) USS Sampson (DDG-102) USS Truxtun (DDG-103) USS Sterett (DDG-104) USS Dewey (DDG-105) USS Stockdale (DDG-106) USS Gravely (DDG-107) USS Wayne E. Meyer (DDG-108) USS Jason Dunham (DDG-109) USS William P. Lawrence (DDG-110) USS Spruance (DDG-111) USS Michael Murphy (DDG-112) USS John Finn (DDG-113) USS Ralph Johnson (DDG-114) USS Rafael Peralta (DDG-115) USS Thomas Hudner (DDG-116) USS Paul Ignatius (DDG-117) USS Daniel Inouye (DDG-118) USS Delbert D. Black (DDG-119) USS Frank E. Petersen Jr. (DDG-121) | 92 planejados                                        |
| Zumwalt                                    |                                 | USS Zumwalt (DDG-1000) USS Michael Monsoor (DDG-1001) | 3 planejados                                         |
| Fragatas (3)                               |                                 | |                                                      |
| Constellation                              |                                 | USS Constellation (FFG-62) USS Congress (FFG-63) USS Chesapeake (FFG-64) | 20 planejados                                        |
| Navios de combate litorâneos/Corvetas (23) |                                 | |                                                      |
| Freedom                                    |                                 | USS Fort Worth (LCS-3) USS Milwaukee (LCS-5) USS Detroit (LCS-7) USS Little Rock (LCS-9) USS Sioux City (LCS-11) USS Wichita (LCS-13) USS Billings (LCS-15) USS Indianapolis (LCS-17) USS St. Louis (LCS-19) USS Minneapolis-Saint Paul (LCS-21) | 16 planejados                                        |
| Independence                               |                                 | USS Coronado (LCS-4) USS Jackson (LCS-6) USS Montgomery (LCS-8) USS Gabrielle Giffords (LCS-10) USS Omaha (LCS-12) USS Manchester (LCS-14) USS Tulsa (LCS-16) USS Charleston (LCS-18) USS Cincinnati (LCS-20) USS Kansas City (LCS-22) USS Oakland (LCS-24) USS Mobile (LCS-26) USS Savannah (LCS-28) | 19 planejados                                        |
| Navios de contramedida de minas (8)        |                                 | |                                                      |
| Avenger                                    |                                 | USS Sentry (MCM-3) USS Devastator (MCM-6) USS Patriot (MCM-7) USS Pioneer (MCM-9) USS Warrior (MCM-10) USS Gladiator (MCM-11) USS Dextrous (MCM-13) USS Chief (MCM-14) |                                                      |
| Navios de patrulha costeira (5)            |                                 | |                                                      |
| Cyclone                                    |                                 | USS Hurricane (PC-3) USS Monsoon (PC-4) USS Sirocco (PC-6) USS Chinook (PC-9) USS Thunderbolt (PC-12) |                                                      |
| Submarine Tender (2)                       |                                 | |                                                      |
| Emory S. Land                              |                                 | USS Emory S. Land (AS-39) USS Frank Cable (AS-40) |                                                      |
| Navio de pesquisa tecnológica (1)          |                                 | |                                                      |
| Banner                                     |                                 | USS Pueblo (AGER-2) | Capturado e atualmente possuído pela Coreia do Norte |
| Original six frigates (1)                  |                                 | |                                                      |
| Classic Frigate                            |                                 | USS Constitution | O navio comissionado mais antigo da Marinha dos EUA  |

### Pequenos barcos
| Barco    | Imagem | Armamento | Notas                                               |
| -------- | ------ | --- | --------------------------------------------------- |
| Mk 5 SOC |        | M2 Browning 12,7×99mm NATO Metralhadora pesada e Metralhadora de uso geral M240                                              | transporteável apenas por Lockheed C-5 Galaxy       |
| SOC-R    |        | GAU-17 minigun, M2 Browning 12,7×99mm NATO Metralhadora pesada, M240 Metralhadora de uso geral e 40mm Mk 19 grenade launcher | transporteável por CH-47, C-130 e aeronaves maiores |
| RHIB     |        | M2 Browning 12,7×99mm NATOl Metralhadora pesada, M240 Metralhadora de uso geral, e M249 light machine gun                    |                                                     |

## Submarinos
| Classe                                      | Imagem                               | barcos individuais | Notas                                |
| Submarino de mísseis balísticos (14)        | Submarino de mísseis balísticos (14) | Submarino de mísseis balísticos (14) | Submarino de mísseis balísticos (14) |
| ------------------------------------------- | ------------------------------------ | --- | ------------------------------------ |
| Ohio                                        |                                      | USS Henry M. Jackson (SSBN-730) USS Alabama (SSBN-731) USS Alaska (SSBN-732) USS Nevada (SSBN-733) USS Tennessee (SSBN-734) USS Pennsylvania (SSBN-735) USS West Virginia (SSBN-736) USS Kentucky (SSBN-737) USS Maryland (SSBN-738) USS Nebraska (SSBN-739) USS Rhode Island (SSBN-740) USS Maine (SSBN-741) USS Wyoming (SSBN-742) USS Louisiana (SSBN-743) |                                      |
| Submarino de mísseis de cruzeiro (4)        |                                      | |                                      |
| Ohio                                        |                                      | USS Ohio (SSGN-726) USS Michigan (SSGN-727) USS Florida (SSGN-728) USS Georgia (SSGN-729) |                                      |
| Ataque (51)                                 |                                      | |                                      |
| Los Angeles                                 |                                      | USS Chicago (SSN-721) USS Key West (SSN-722) USS Oklahoma City (SSN-723) USS Helena (SSN-725) USS Newport News (SSN-750) USS San Juan (SSN-751) USS Pasadena (SSN-752) USS Albany (SSN-753) USS Topeka (SSN-754) USS Scranton (SSN-756) USS Alexandria (SSN-757) USS Asheville (SSN-758) USS Jefferson City (SSN-759) USS Annapolis (SSN-760) USS Springfield (SSN-761) USS Columbus (SSN-762) USS Santa Fe (SSN-763) USS Boise (SSN-764) USS Montpelier (SSN-765) USS Charlotte (SSN-766) USS Hampton (SSN-767) USS Hartford (SSN-768) USS Toledo (SSN-769) USS Tucson (SSN-770) USS Columbia (SSN-771) USS Greeneville (SSN-772) USS Cheyenne (SSN-773) |                                      |
| Seawolf                                     |                                      | USS Seawolf (SSN-21) USS Connecticut (SSN-22) USS Jimmy Carter (SSN-23) |                                      |
| Virginia                                    |                                      | USS Virginia (SSN-774) USS Texas (SSN-775) USS Hawaii (SSN-776) USS North Carolina (SSN-777) USS New Hampshire (SSN-778) USS New Mexico (SSN-779) USS Missouri (SSN-780) USS California (SSN-781) USS Mississippi (SSN-782) USS Minnesota (SSN-783) USS North Dakota (SSN-784) USS John Warner (SSN-785) USS Illinois (SSN-786) USS Washington (SSN-787) USS Colorado (SSN-788) USS Indiana (SSN-789) USS South Dakota (SSN-790) USS Delaware (SSN-791) USS Vermont (SSN-792) USS Oregon (SSN-793) USS Montana (SSN-794) USS Hyman G. Rickover (SSN-795)                                                                                                  | 66 planejados                        |
| Submersíveis                                |                                      | |                                      |
| Mk VIII SDV                                 |                                      | |                                      |
| SWCS SDV                                    |                                      | | 4 planejados para o serviço ativo    |
| Deep Drone 8000 Unmanned Underwater Vehicle |                                      | |                                      |
| Deep-submergence rescue vehicle             |                                      | |                                      |

## Aeronave
| Aircraft                                   | Image               | Origin                       | Type                                                                         | Variant                      | In service          | Notes                                                  |
| Aeronave de combate                        | Aeronave de combate | Aeronave de combate          | Aeronave de combate                                                          | Aeronave de combate          | Aeronave de combate | Aeronave de combate                                    |
| ------------------------------------------ | ------------------- | ---------------------------- | ---------------------------------------------------------------------------- | ---------------------------- | ------------------- | ------------------------------------------------------ |
| F/A-18 Super Hornet                        |                     | Estados Unidos               | multifunção                                                                  | F/A-18E/F                    | 421                 | 76 encomendados                                        |
| F-35 Lightning II                          |                     | Estados Unidos               | multifunção                                                                  | F-35C                        | 30                  | 188 + 16 encomendados                                  |
| Guerra Eletrônica e Inteligência de Sinais |                     |                              |                                                                              |                              |                     |                                                        |
| E-2 Hawkeye                                |                     | Estados Unidos               | Alerta antecipado aerotransportado com capacidade para pouso em porta aviões | E-2C/D                       | 97                  | 27 encomendados                                        |
| EP-3 ARIES II                              |                     | Estados Unidos               | Inteligência                                                                 | EP-3E                        | 12                  |                                                        |
| E-6 Mercury                                |                     | Estados Unidos               | Comando e controle aerotransportado                                          | E-6B                         | 16                  |                                                        |
| EA-18 Growler                              |                     | Estados Unidos               | Guerra eletrônica                                                            | EA-18G                       | 153                 |                                                        |
| Patrulha Marítima                          |                     |                              |                                                                              |                              |                     |                                                        |
| P-3 Orion                                  |                     | Estados Unidos               | Patrulha marítima                                                            | P-3C                         | 28                  | A ser substituído pelo P-8 Poseidon.                   |
| P-8 Poseidon                               |                     | Estados Unidos               | Patrulha marítima                                                            | P-8A                         | 112                 | 18 encomendados                                        |
| petroleiro                                 |                     |                              |                                                                              |                              |                     |                                                        |
| KC-130 Hercules                            |                     | Estados Unidos               | Reabastecimento/transporte aéreo                                             | KC-130T                      | 10                  |                                                        |
| transportee                                |                     |                              |                                                                              |                              |                     |                                                        |
| C-2 Greyhound                              |                     | Estados Unidos               | Transporte com capacidade para pouso em porta aviões                         | C-2A                         | 33                  | Planejado para ser substituído pelo V-22 Osprey        |
| C-12 Huron                                 |                     | Estados Unidos               | transporte                                                                   | UC-12                        | 13                  |                                                        |
| C-20 Grey Ghost                            |                     | Estados Unidos               | transporte                                                                   | C-20G                        | 3                   |                                                        |
| C-26 Metroliner                            |                     | Estados Unidos               | transporte                                                                   | C-26D                        | 8                   |                                                        |
| C-38 Courier                               |                     | Israel                       | transporte                                                                   | C-38A                        | 2                   |                                                        |
| C-40 Clipper                               |                     | Estados Unidos               | transporte                                                                   | C-40A                        | 17                  |                                                        |
| C-130 Hercules                             |                     | Estados Unidos               | transporte                                                                   | C-130T                       | 17                  |                                                        |
| C-130J Super Hercules                      |                     | Estados Unidos               | transporte                                                                   | C-130J                       | 1                   |                                                        |
| Aeronave                                   |                     |                              |                                                                              |                              |                     |                                                        |
| V-22 Osprey                                |                     | Estados Unidos               | Tiltrotor                                                                    | CMV-22B                      | 12                  | 49 sob encomenda Substituição gradual do C-2 Greyhound |
| MH-53 Sea Dragon                           |                     | Estados Unidos               | Helicóptero multimissão                                                      | MH-53E                       | 29                  |                                                        |
| HH-60 Rescue Hawk                          |                     | Estados Unidos               | Helicóptero de busca e salvamento                                            | HH-60H                       | 8                   |                                                        |
| MH-60 Seahawk                              |                     | Estados Unidos               | Helicóptero de guerra anti-submarino                                         | MH-60RMH-60S                 | 561                 |                                                        |
| SH-60 Seahawk                              |                     | Estados Unidos               | Helicóptero de guerra anti-submarino                                         | SH-60BSH-60F                 | 189                 |                                                        |
| Trainer Aircraft                           |                     |                              |                                                                              |                              |                     |                                                        |
| TH-57 Sea Ranger                           |                     | Estados Unidos               | Helicóptero de treinamento                                                   | TH-57BTH-57C                 | 115                 |                                                        |
| UH-72 Lakota                               |                     | Multinational                | Helicóptero de treinamento                                                   | UH-72A                       | 5                   |                                                        |
| TH-73 Thrasher                             |                     | Italy / Estados Unidos       | Helicóptero de treinamento                                                   | TH-73A                       | 3                   | 128 on order                                           |
| U-1 Otter                                  |                     | Canada                       | treinamento                                                                  | U-1B                         | 1                   | [ 5 ]                                                  |
| U-6 Beaver                                 |                     | Canada                       | treinamento                                                                  | U-6A                         | 2                   |                                                        |
| F-5 Tiger II                               |                     | Estados Unidos               | treinamento                                                                  | F-5FF-5N                     | 31                  |                                                        |
| F-16 Fighting Falcon                       |                     | Estados Unidos               | treinamento                                                                  | F-16AF-16B                   | 14                  |                                                        |
| F/A-18 Hornet                              |                     | Estados Unidos               | treinamento                                                                  | F/A-18AF/A-18BF/A-18CF/A-18D | 68                  | [ 6 ] [ 7 ] [ 8 ] [ 9 ]                                |
| T-6 Texan II                               |                     | Estados Unidos               | treinamento                                                                  | T-6AT-6BT-6C                 | 293                 | 29 on order                                            |
| T-34 Mentor                                |                     | Estados Unidos               | treinamento                                                                  | T-34C                        | 13                  |                                                        |
| T-38 Talon                                 |                     | Estados Unidos               | treinador supersônico                                                        | T-38A                        | 10                  |                                                        |
| T-44 Pegasus                               |                     | Estados Unidos               | treinador                                                                    | T-44A                        | 56                  |                                                        |
| T-45 Goshawk                               |                     | Reino Unido / Estados Unidos | treinador                                                                    | T-45C                        | 191                 |                                                        |
| Sistemas Aéreos Não Tripulados             |                     |                              |                                                                              |                              |                     |                                                        |
| MQ-4C Triton                               |                     | Estados Unidos               | Surveillance & patrol aircraft                                               | MQ-4                         | 30                  |                                                        |
| MQ-8 Fire Scout                            |                     | Estados Unidos               | UAV helicopter                                                               | MQ-8AMQ-8B                   | 30                  |                                                        |
| MQ-8C Fire Scout                           |                     | Estados Unidos               | UAV helicopter                                                               | MQ-8C                        | 19                  | [ 10 ]                                                 |

## Munições
| Name                   | Image | Type                                           | Versions                                                              | Name    | Image | Type                                                      | Versions                                                                            |
| ---------------------- | ----- | ---------------------------------------------- | --------------------------------------------------------------------- | ------- | ----- | --------------------------------------------------------- | ----------------------------------------------------------------------------------- |
| MK84                   |       | General-purpose bomb                           |                                                                       | AIM-7   |       | Medium-range, semi-active radar homing air-to-air missile | AIM-7A, AIM-7B, AIM-7C, AIM-7D, AIM-7E, AIM-7E2, AIM-7F, AIM-7M, AIM-7P, and RIM-7M |
| CBU-78                 |       | Air-dropped anti-tank and anti-personnel mines | CBU-78/B                                                              | AIM-9   |       | Short-range air-to-air missile                            | AIM-9D, AIM-9G, AIM-9H, AIM-9L, AIM-9M, AIM-9R, and AIM-9X                          |
| MK83                   |       | General-purpose bomb                           | BLU-110                                                               | AIM-120 |       | Medium-range, active radar homing air-to-air missile      | AIM-120A, AIM-120B, AIM-120C, AIM-120C-4/5/6/7, AIM-120D                            |
| CBU-100                |       | Cluster bomb                                   |                                                                       | MK82    |       | General-purpose bomb                                      | BLU-111/B, BLU-111A/B, BLU-126/B                                                    |
| AGM-65                 |       | Guided air-to-surface missile                  | AGM-65A/B, AGM-65D, AGM-65E, AGM-65F/G, AGM-65H, AGM-65J, and AGM-65K | AGM-84  |       | Anti-ship missile                                         | AGM-84, RGM-84, and UGM-84                                                          |
| AGM-88                 |       | Air-to-surface anti-radiation missile          | AGM-88E AARGM                                                         | AGM-154 |       | Glide bomb                                                | AGM-154A, AGM-154B, AGM-154C                                                        |
| AGM-114                |       | Guided air-to-surface missile                  | AGM-114B, AGM-114K, AGM-114M                                          | BGM-109 |       | cruise missile                                            | BGM-109C, BGM-109D, RGM-109E, UGM-109E                                              |
| RIM-116                |       | Close-in weapons system                        | RIM-116A, RIM-116B                                                    | UGM-133 |       | SLBM                                                      | UGM-133 Trident II                                                                  |
| RIM-162                |       | Surface-to-air missile                         | RIM-162 ESSM                                                          | RIM-66  |       | Surface-to-air missile                                    | RIM-66K, RIM-66L, RIM-66M                                                           |
| RIM-174A Standard ERAM |       | Surface-to-air missile                         | RIM-174A Block IA, RIM-174A Block IB                                  | RIM-161 |       | Anti-ballistic missile                                    | RIM-161C                                                                            |

## Veículos terrestres
Além dos veículos listados aqui, os Navy Seabees operam vários caminhões não listados e veículos de construção.
| Name          | Image | Type                                                     | Notes                                                                                        |
| ------------- | ----- | -------------------------------------------------------- | -------------------------------------------------------------------------------------------- |
| M939          |       | Utility vehicle                                          | Used primarily by Expeditionary Forces                                                       |
| MTVR          |       | 6x6 tactical truck                                       | Used by Navy Seabees                                                                         |
| HMMWV         |       | Light utility vehicle                                    | Used primarily by Expeditionary Forces. To be replaced by M-ATV and JLTV.                    |
| Oshkosh M-ATV |       | MRAP, LUV                                                | To replace HMMWV, used by Navy Special Warfare and Explosive Ordinance Disposal (EOD) teams. |
| Oshkosh JLTV  |       | light multi-role vehicle/light tactical vehicle and MRAP | To replace HMMWV, used by Navy Special Warfare teams                                         |
| Buffalo       |       | MRAP                                                     | Used by Explosive Ordinance Disposal (EOD) and Navy Seabees                                  |
| Cougar        |       | MRAP and IFV                                             | H (4x4) / HE (6x6) variants both used by Explosive Ordinance Disposal (EOD) and Navy Seabees |
| LARC-V        |       | amphibious vehicle                                       | Used by amphibious naval beach units                                                         |
| DPV           |       | Patrol vehicle                                           | to be replaced by ALSV                                                                       |
| ALSV          |       | Special Attack Vehicle                                   | Replacing DPV                                                                                |
| IFAV          |       | LUV                                                      |                                                                                              |
| LSSV          |       | Multi-purpose vehicle                                    | Used by Navy Special Warfare teams for various missions                                      |

## Armas pequenas
| Model                                              | Image    | Caliber                | Type                                          | Origin                    | Details                                                                                        |          |
| Pistolas                                           | Pistolas | Pistolas               | Pistolas                                      | Pistolas                  | Pistolas                                                                                       | Pistolas |
| -------------------------------------------------- | -------- | ---------------------- | --------------------------------------------- | ------------------------- | ---------------------------------------------------------------------------------------------- | -------- |
| M9                                                 |          | 9×19mm Parabellum      | Pistola                                       | Itália                    | Standard service Pistola.                                                                      |          |
| P226                                               |          | 9×19mm Parabellum      | Pistola                                       | Suíça                     | P226, P226R, P228, P229 (M11 Mod 0), and Mk 25.                                                |          |
| Mk 23 Mod 0                                        |          | .45 ACP                | Pistola                                       | Alemanha                  | Used by Naval Special Warfare.                                                                 |          |
| M1911                                              |          | .45 ACP                | Pistola                                       | Estados Unidos            | Limited service.                                                                               |          |
| G19                                                |          | 9x19mm Parabellum      | Pistola                                       | Áustria                   | Adopted by Naval Special Warfare in 2016 as the Mk 27. Slowly replacing the Mk 25.             |          |
| HK45                                               |          | .45 ACP                | Pistola                                       | Alemanha                  | HK 45 Compact Tactical V3; Adopted by Naval Special Warfare as the Mk 24.                      |          |
| Submachine guns                                    |          |                        |                                               |                           |                                                                                                |          |
| MP5                                                |          | 9×19mm Parabellum      | Submachine gun                                | Alemanha                  | MP5, MP5K, MP5N, MP5SD, may be replaced by lighter and cheaper Universal Machine Pistola       |          |
| MP7                                                |          | HK 4,6×30mm            | Submachine gun, Personal defense weapon       | Alemanha                  | Used by JSOC units.                                                                            |          |
| Assault rifles, Battle rifles                      |          |                        |                                               |                           |                                                                                                |          |
| M16                                                |          | 5,56×45mm NATO         | Assault rifle                                 | Estados Unidos            | Phased out in favor of the M4                                                                  |          |
| M4/M4A1                                            |          | 5,56×45mm NATO         | Assault rifle, Carbine                        | Estados Unidos            | Standard service rifle                                                                         |          |
| HK416                                              |          | 5,56×45mm NATO         | Assault rifle                                 | Alemanha                  | D10RS variant with a 10.4-inch barrel. Used by Naval Special Warfare and JSOC.                 |          |
| HK417                                              |          | 7,62×51mm NATO         | Battle rifle                                  | Alemanha                  | Adotado como rifle de batalha e rifle de atirador pelas unidades Naval Special Warfare e JSOC. |          |
| Mk 16 Mod 0 + MK17 Mod 0                           |          | 5,56×45mm NATO         | Assault rifle (SCAR L), Battle Rifle (SCAR H) | Bélgica · Estados Unidos  | Used by all branches of USSOCOM                                                                |          |
| M14                                                |          | 7,62×51mm NATO         | Battle rifle                                  | Estados Unidos            | Limited service                                                                                |          |
| Designated marksman rifles (DMR) and sniper rifles |          |                        |                                               |                           |                                                                                                |          |
| Mk 11 Mod 0                                        |          | 7,62×51mm NATO         | Sniper rifle, Designated marksman rifle       | Estados Unidos            | Used by Naval Special Warfare                                                                  |          |
| Mk 12 SPR                                          |          | 5,56×45mm NATO         | Designated marksman rifle                     | Estados Unidos            | Used by all Branches of USSOCOM                                                                |          |
| Mk 13 Mod 5                                        |          | .300 Winchester Magnum | Sniper rifle                                  | Estados Unidos            | Used by Naval Special Warfare                                                                  |          |
| McMillan Tac-338                                   |          | .338 Lapua Magnum      | Sniper rifle, anti-materiel                   | Estados Unidos            | Bolt-Action rifle used by Naval Special Warfare.                                               |          |
| Mk 15                                              |          | 12,7×99mm NATO         | Antimaterial sniper rifle                     | Estados Unidos            | Bolt-Action rifle used by Naval Special Warfare.                                               |          |
| Barrett 50 cal/M82/M107                            |          | 12,7×99mm NATO         | Antimaterial sniper rifle                     | Estados Unidos            | Semi-Automatic                                                                                 |          |
| Shotguns                                           |          |                        |                                               |                           |                                                                                                |          |
| 500 MILS                                           |          | 12-gauge               | Shotgun                                       | Estados Unidos            | Pump-Action                                                                                    |          |
| M1014                                              |          | 12-gauge               | Shotgun                                       | Itália                    | Semi-Automatic                                                                                 |          |
| M870                                               |          | 12-gauge               | Shotgun                                       | Estados Unidos            | Pump-Action                                                                                    |          |
| Machine guns                                       |          |                        |                                               |                           |                                                                                                |          |
| M249                                               |          | 5.56×45mm NATO         | Light machine gun, Squad automatic weapon     | Estados Unidos            | Belt-fed but can be used with STANAG magazines                                                 |          |
| Mk 48                                              |          | 7.62×51mm NATO         | Metralhadora leve de uso geral                | Bélgica · Estados Unidos  | Belt-fed                                                                                       |          |
| M240                                               |          | 7.62×51mm NATO         | Metralhadora média de uso geral               | Bélgica · Estados Unidos  | Belt-fed                                                                                       |          |
| M60                                                |          | 7.62×51mm NATO         | Metralhadora média de uso geral               | Estados Unidos            | Belt-fed, current models: E4 (Mk 43 mod 0/1) and E6                                            |          |
| Browning M2HB                                      |          | .50 BMG                | Heavy machine gun                             | Estados Unidos            | Mounted on vehicles or tripods                                                                 |          |
| Grenade-based weapons                              |          |                        |                                               |                           |                                                                                                |          |
| Mk 19                                              |          | 40mm                   | Automatic grenade launcher                    | Estados Unidos            | Belt-fed                                                                                       |          |
| Mk 47 Striker                                      |          | 40mm                   | Automatic grenade launcher                    | Estados Unidos            | Fire-control system                                                                            |          |
| M203                                               |          | 40mm                   | Grenade launcher                              | Estados Unidos            | Single-shot underbarrel grenade launcher                                                       |          |
| M320                                               |          | 40mm                   | Single shot Grenade launcher                  | Alemanha · Estados Unidos | Single-shot underbarrel or stand-alone grenade launcher                                        |          |
| Mk 14                                              |          | 40mm                   | Grenade launcher                              | África do Sul             | Six-shot revolver-type grenade launcher                                                        |          |
| M67 frag                                           |          |                        | Frag hand grenade                             | Estados Unidos            |                                                                                                |          |
| M18                                                |          |                        | Smoke grenade                                 | Estados Unidos            | Usado para sinalização com ativos ariel e ocultação                                            |          |
| Portable anti-materiel weapons                     |          |                        |                                               |                           |                                                                                                |          |
| AT4                                                |          | 84mm                   | Anti-tank weapon                              | Suécia                    |                                                                                                |          |
| M3 MAAWS                                           |          | 84x246mm R             | Anti-tank recoilless rifle                    | Suécia                    |                                                                                                |          |
| FGM-148 Javelin                                    |          | 127mm                  | Fire-and-forget anti-tank missile             | Estados Unidos            |                                                                                                |          |
| FIM-92 Stinger                                     |          | UNKNOWN                | S.A.M.                                        | Estados Unidos            |                                                                                                |          |
| Gatling guns                                       |          |                        |                                               |                           |                                                                                                |          |
| Mk 25 Mod 0 Minigun                                |          | 7.62x51mm NATO         | six-barrel Gatling gun                        | Estados Unidos            |                                                                                                |          |

## Equipamento individual
| NWU combat uniform                        |  | battledress            | Type III (woodland), Type II (desert), and Type I (canceled)                                               | standard issue Naval issue combat uniform |
| MARPAT                                    |  | Camouflage pattern     | Desert, Woodland, Winter, Urban (prototype)                                                                | Limited-issue for certain positions |
| Advanced Bomb Suit                        |  | bomb suit              | | |
| Interceptor Body Armor                    |  | ballistic vest         | U.S. Woodland, Coyote Tan, Desert camouflage or "Chocolate Chip" uniform, and Universal Camouflage Pattern | May be replaced by Combat Integrated Releasable Armor System or various ballistic vests like the Improved Modular Tactical Vest and Improved Scalable Plate Carrier used by the U.S. Marine Corps |
| Combat Integrated Releasable Armor System |  | modular ballistic vest | | Replaces the Full Spectrum Battle Equipment Amphibious Assault Vest |
| Enhanced Combat Helmet                    |  | Combat helmet          | | Replaces Advanced Combat Helmet and Lightweight Helmet |
|                                           |  |                        | | |